# Православие в Крыму
Православие является численно преобладающей религией в современном Крыму. В настоящее время в Крыму 3 епархии РПЦ, включая Симферопольскую.
В 988 году в Херсонесе был крещён князь Новгородский и Киевский Владимир Святославович, принявший православие государственной религией на Руси.

## История
Процесс христианизации Крыма начался в античную эпоху и закончился к концу IV века. Считается, что христианство в Крыму проповедовал Андрей Первозванный, и что след от ступни на руинах древнего Херсонеса принадлежит именно ему. Во времена поздней античности и в период великого переселения народов началось постепенное расщепление христианства на несколько ветвей. Так, крымские готы, вторгнувшиеся в степные предгорья полуострова, долгое время исповедовали арианство. Но на юго-западной оконечности полуострова, где средиземноморский климат благоприятствовал сохранению античных традиций, под влиянием формирующейся византийской культуры приобрел черты единой этнической общности, известной в последующем как крымские греки, в среде которых постепенно оформлялись именно православные традиции. Главным центром православных традиций Крыма стал типично византийский город Херсонес, в котором уже в IV веке была учреждена Херсонская епархия. В начале IV века появилась православная епархия и на Боспоре.
Крым известен своими богатыми монашескими традициями. В VII веке появляются первые упоминания о жизни монахов в пещерных монастырях горного Крыма. Особенно много их стало, когда в самой Византии началось иконоборческое движение (726—834 гг.). В это время в Тавриду хлынул поток иконопочитатели, которых возглавляли преследуемые правительством монахи. Документальное подтверждения этому имеются в «Житии Стефана Сурожского» (VIII в.), который был родом из местности Каппадокия в Малой Азии, а также в рукописи «Житие Стефана Нового» (VIII в.), где говорится, что иноки-иконопочитатели, «жители пещер и гор, шли к святому, ища совета и утешения». Сам Св. Стефан благословил их продолжать свои традиции на самой окраине империи. Уход монахов в Крымские горы объяснялся и тем, что официальные власти самого Херсонеса, равно как и Тавриды в целом, занимали в VIII веке иконоборческую позицию.
В связи с расширением границ православия в VIII веке в Крыму появились две новые православные епархии — Готская и Сугдейская.